# ولیکی کوپکی
ولیکی کوپکی (به لاتین: Veliki Kupci}} یک عوارض جغرافیایی در صربستان است.